# Pari-passu-Klausel
Die Pari-passu-Klausel (lateinisch pari passu, „im gleichen Schritt“; Gleichrangerklärung) ist eine Vereinbarung in Form einer Klausel in Anleihebedingungen oder in Kreditverträgen, die auf den Gleichrang gegenwärtiger und künftiger unbesicherter Forderungen gegen einen Schuldner abzielt. Sie gehört zu den Non-Financial Covenants. Pari-passu-Klauseln sind international weit verbreitet, können aber je nach betroffener Rechtsordnung unterschiedliche oder gar keine Wirkungen entfalten.

## Ausgangslage
Bei Zahlungsfähigkeit des Schuldners können alle fälligen und durchsetzbaren Forderungen durch den Schuldner bedient werden. Leistet der Schuldner nicht, so kann der Gläubiger seine Forderung im Rechtsweg durchsetzen.
In der Insolvenz des Schuldners reicht sein Vermögen jedoch regelmäßig nicht aus, um alle Forderungen zu bedienen. Während besicherte Gläubiger regelmäßig durch ihre Sicherheit privilegiert sind (im deutschen Recht durch das Absonderungsrecht in der Insolvenz, §§ 49 – 52 InsO), müssen unbesicherte Gläubiger sich die verbleibende Insolvenzmasse untereinander aufteilen und auf einen Teil ihrer Forderungen verzichten. In den meisten Rechtsordnungen erfolgt die Befriedigung der Insolvenzgläubiger nach einer Rangordnung (in Deutschland vgl. §§ 38–39 InsO) mit der Maßgabe, dass nachrangige Insolvenzgläubiger erst dann befriedigt werden, wenn die vorrangigen Insolvenzgläubiger voll befriedigt wurden.
Unbesicherte Gläubiger sind daran interessiert, dass sie untereinander gleichrangig vom Schuldner bedient und behandelt werden. Dieses Interesse leitet sich vom Grundsatz par conditio creditorum ab, der die Gleichbehandlung der Gläubiger fordert. 
Zu diesem Zweck soll die Pari-Passu-Klausel gewährleisten, dass die Forderungen der Gläubiger in gleichem Rang mit anderen gegenwärtigen oder zukünftigen, unbesicherten Verbindlichkeiten des Schuldners stehen. Bei der Pari-Passu-Klausel handelt es sich um eine schuldrechtliche Verpflichtung des Kreditnehmers, mit welcher dieser einen Rechtszustand zusichert, der während der Laufzeit der Verbindlichkeiten keine anderen ungesicherten Verbindlichkeiten mit Vorrang vor der betroffenen Forderung durch den Schuldner gewährleisten soll.
Die Pari-Passu-Klausel gehört zu den Standard-Klauseln aller Kreditverträge und Konsortialkredite, insbesondere im internationalen Kreditverkehr auf der Grundlage der von der LMA entwickelten Vertragsmuster.

## Inhalt
Erhält ein Schuldner von verschiedenen Gläubigern nun Kredit ohne Stellung von Sicherheiten, muss jeder Gläubiger in seinen Kreditverträgen dafür Sorge tragen, dass zwischen den unbesicherten Gläubigern kein Rangverhältnis entsteht. Deshalb zielt die Klausel darauf ab, klarzustellen, dass eine bestimmte unbesicherte Forderung gleichen Rang (englisch „rank at least“) mit allen bisher entstandenen und allen künftig noch entstehenden, unbesicherten Forderungen anderer Gläubiger haben soll.
Insbesondere zielt die Klausel darauf ab, dass die Forderungen der Kreditgeber im Fall der Insolvenz gleichen Rang mit allen übrigen bestehenden und künftig entstehenden, unbesicherten Forderungen anderer Gläubiger haben. Das setzt voraus, dass eine derartige vertragliche Rangbestimmung in der jeweiligen Rechtsordnung nicht auf insolvenzrechtliche Hindernisse trifft. Im deutschen Insolvenzrecht kann der Schuldner nicht einzelnen Gläubigern Vorrang in der Insolvenz einräumen. Alle Insolvenzgläubiger sind im Prinzip gleichrangig. Möglich ist nur die Vereinbarung des Nachrangs gemäß § 39 Abs. 2 InsO. Daher lässt sich mit einiger Berechtigung argumentieren, dass die Pari-Passu-Klausel für Schuldner mit Sitz in Deutschland im Prinzip überflüssig ist.
Es verbleibt das Risiko, dass der Schuldner zu Gunsten anderer Gläubiger Sicherungsrechte an Gegenständen einräumt, die zuvor zur Befriedigung der unbesicherten Gläubiger zur Verfügung standen. Dieses Risiko soll durch Negativerklärungen eingedämmt werden.

## Umfang
Die Einräumung eines bestimmten Rangs dient vor allem dazu, die Rechtsstellung der Gläubiger gegenüber dritten Gläubigern bei der Befriedigung ihrer Verbindlichkeiten im Insolvenzverfahren des Schuldners von vornherein festzulegen. Die Pari-Passu-Klausel soll aber nicht erst in der Insolvenz des Schuldners ihre Wirkung entfalten. Vielmehr soll sie bezwecken, dass der Schuldner die von der Klausel begünstigten Gläubiger auch bei Zins- und Tilgungszahlungen gleichrangig bedient, also keinen Gläubiger – etwa bei knapper Liquidität – bevorzugt. Deshalb werden von der Klausel alle unbesicherten Forderungen, gleichgültig von welchem Gläubiger sie stammen und welche Laufzeit sie aufweisen, erfasst. Der Schuldner verpflichtet sich, keine andere Verbindlichkeit mit Vorrang vor der von der Klausel begünstigten Schuld einzugehen.
„Der Umfang des Anwendungsbereichs der Pari-Passu-Klauseln kann aber … beschränkt werden, indem sich die zugesicherte Gleichrangigkeit nur auf bestimmte Arten von Verbindlichkeiten des Emittenten bezieht, etwa unbesicherte und nicht nachrangige Fremdwährungsverbindlichkeiten“. Werden bestimmte Verbindlichkeiten als nachrangig eingestuft, entsteht für die mit Pari-Passu-Klausel begünstigten Verbindlichkeiten ein Vorrang. Bei der Systematisierung von Anleihen oder Verbindlichkeiten allgemein ist zu unterscheiden, ob sie einer bestimmten Rangfolge unterworfen sind. Danach unterscheidet man zwischen vorrangigen Verbindlichkeiten, Verbindlichkeiten mit gleichem Rang entsprechend der Pari-Passu-Klausel und nachrangigen Verbindlichkeiten. Diese drei Kategorien wirken sich unmittelbar auf die Tilgungsreihenfolge aus. Zuerst werden die vorrangigen, dann die gleichrangigen und dann erst die nachrangigen Schulden bedient.  
Die Klausel kann zudem nur Gleichrang mit Verbindlichkeiten des Schuldners herstellen, die vom Gesetz in der Insolvenz nicht privilegiert sind, so dass die Klausel nichts an der gesetzlich vorgesehenen Rangfolge im Insolvenzverfahren ändert. Die Klausel kann mithin nicht die gesetzlich vorgesehene Privilegierung bestimmter Forderungen in der Insolvenz außer Kraft setzen, sofern es solche gesetzlichen Rangordnungen gibt.

## Staatsanleihen mit Pari-Passu-Klauseln
Spätestens seit dem Moratorium der Republik Argentinien im Dezember 2001 für bestimmte, mit Pari-Passu-Klausel versehene Anleihen ist eine Diskussion über diese Klausel zumindest im Hinblick auf ihre Bedeutung bei Staatsanleihen entstanden.   
Auch bei Staatsanleihen war und ist es weiterhin üblich, die unbesicherten Anleihegläubiger mit einer Pari-Passu-Klausel gleichrangig zu stellen. In § 8 Abs. 1 Satz 1 der Anleihebedingungen von Anleihen der Republik Argentinien wurde ohne jegliche Beschränkung auf bestimmte Arten von Verbindlichkeiten allgemein darauf verwiesen, dass es sich um „nicht nachrangige Verpflichtungen“ der Republik handele. Durch § 8 Abs. 1 Satz 2 der Anleihebedingungen  wurde ergänzend zugesichert, dass die Anleiheverbindlichkeiten stets mit anderen unbesicherten und nicht nachrangigen Auslandsverbindlichkeiten im Sinne von § 8 Abs. 4 der Anleihebedingungen im gleichen Rang stehen. Während die von der Klausel begünstigten Anleihegläubiger keine Zinszahlungen zum vorgesehenen Fälligkeitszeitpunkt erhielten, wurde der IWF durch Argentinien weiter bedient, obwohl er formal nicht zu den vorrangigen Gläubigern gehörte. Deshalb sind Klagen von Anleihegläubigern wegen Verstoßes gegen die Anleihebedingungen anhängig. 
Allerdings werden Kredite der Weltbank, des IWF oder sonstiger supranationaler Organisationen von den Schuldnerländern generell durchweg bedient. Die Gründe liegen insbesondere in der Besorgnis der Schuldnerländer, dass eine Verletzung der Kreditverpflichtung gegenüber der Weltbank oder dem IWF eine besonders tiefgreifende Schädigung der internationalen Kreditwürdigkeit nach sich ziehen könnte und weitreichende Sanktionen zur Folge hätte. Außerdem erhofft man von den multilateralen Finanzinstitutionen weitere Kredite, was durch eine Kreditbedienung gefördert werden kann. Für einige Literaturstimmen ist es unstreitig, dass den multilateralen Kreditgebern ein bevorrechtigter Gläubigerstatus zukommt. Das Bundesministerium für wirtschaftliche Zusammenarbeit und Entwicklung bestätigte diese Rechtsauffassung, wonach die Forderungen der internationalen Organisationen „ebenso wie die, die sich auf bereits mit verlängerten Tilgungsfristen behafteten Krediten bzw. auf kurzfristige Kredite belaufen, werden nicht im Pariser Klub behandelt. Sie sind vorrangig zu bedienen ...“. Da für Staaten als Schuldner ein Insolvenzverfahren nicht existiert (Staatsbankrott), bleibt weiterhin offen, ob die Pari-Passu-Klausel bei Staatsanleihen überhaupt angewandt und durchgesetzt werden kann.

## Ereignis für eine Pari-Passu-Klausel
Beabsichtigt der Schuldner nach Abgabe einer Pari-Passu-Klausel, einem anderen Gläubiger Sicherheiten zur Verfügung zu stellen oder dessen Forderung Vorrang einzuräumen, gilt dies als Verstoß gegen die vorher abgegebene Pari-Passu-Klausel. Der Gleichrang mit späteren Gläubigern wird nämlich durchbrochen, wenn diese eine Sicherheit erhalten, die sie in der Insolvenz privilegieren würde oder wenn ihnen ein Vorrang mit Folgen für die Zins- und Tilgungsreihenfolge eingeräumt würde. Für diesen Fall sehen Pari-Passu-Klauseln auch Zusicherungen des Schuldners vor, den mit der Klausel begünstigten Gläubigern gleichwertige Sicherheiten anzubieten, um deren Rangposition nicht zu verschlechtern. Hier beginnt der Übergang zur Negativerklärung, die eine die unbesicherten Gläubiger diskriminierende Besicherung verhindern soll.